# Ренсселіер (Індіана)
Ренсселіер (англ. Rensselaer) — місто (англ. city) в США, в окрузі Джеспер штату Індіана. Населення — 5733 особи (2020).

## Географія
Ренсселіер розташований за координатами 40°56′6″ пн. ш. 87°9′1″ зх. д. / 40.93500° пн. ш. 87.15028° зх. д. (40.934977, -87.150184).  За даними Бюро перепису населення США в 2010 році місто мало площу 10,00 км², з яких 9,84 км² — суходіл та 0,16 км² — водойми. В 2017 році площа становила 17,19 км², з яких 17,04 км² — суходіл та 0,16 км² — водойми.

## Демографія
Згідно з переписом 2010 року, у місті мешкало 5859 осіб у 2336 домогосподарствах у складі 1517 родин. Густота населення становила 586 осіб/км².  Було 2556 помешкань (256/км²).
Расовий склад населення:
| - 95,4 % — білих - 0,7 % — чорних або афроамериканців - 0,4 % — корінних американців - 0,4 % — азіатів - 0,1 % — вихідців з тихоокеанських островів - 1,8 % — осіб інших рас |

До двох чи більше рас належало 1,3 %. Частка іспаномовних становила 5,4 % від усіх жителів.
За віковим діапазоном населення розподілялося таким чином: 25,5 % — особи молодші 18 років, 58,1 % — особи у віці 18—64 років, 16,4 % — особи у віці 65 років та старші. Медіана віку мешканця становила 36,6 року. На 100 осіб жіночої статі у місті припадало 92,2 чоловіків;  на 100 жінок у віці від 18 років та старших — 88,0 чоловіків також старших 18 років.
Середній дохід на одне домашнє господарство  становив 57 340 доларів США (медіана — 43 560), а середній дохід на одну сім'ю — 70 291 долар (медіана — 55 647). Медіана доходів становила 43 366 доларів для чоловіків та 31 328 доларів для жінок. За межею бідності перебувало 16,9 % осіб, у тому числі 28,0 % дітей у віці до 18 років та 10,1 % осіб у віці 65 років та старших.
Цивільне працевлаштоване населення становило 2742 особи. Основні галузі зайнятості: освіта, охорона здоров'я та соціальна допомога — 21,0 %, виробництво — 20,0 %, роздрібна торгівля — 11,6 %, мистецтво, розваги та відпочинок — 11,2 %.